# Götter der Maya

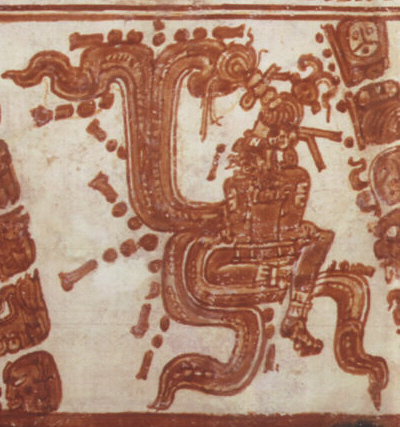
Kinich Ahau, klassische Keramik

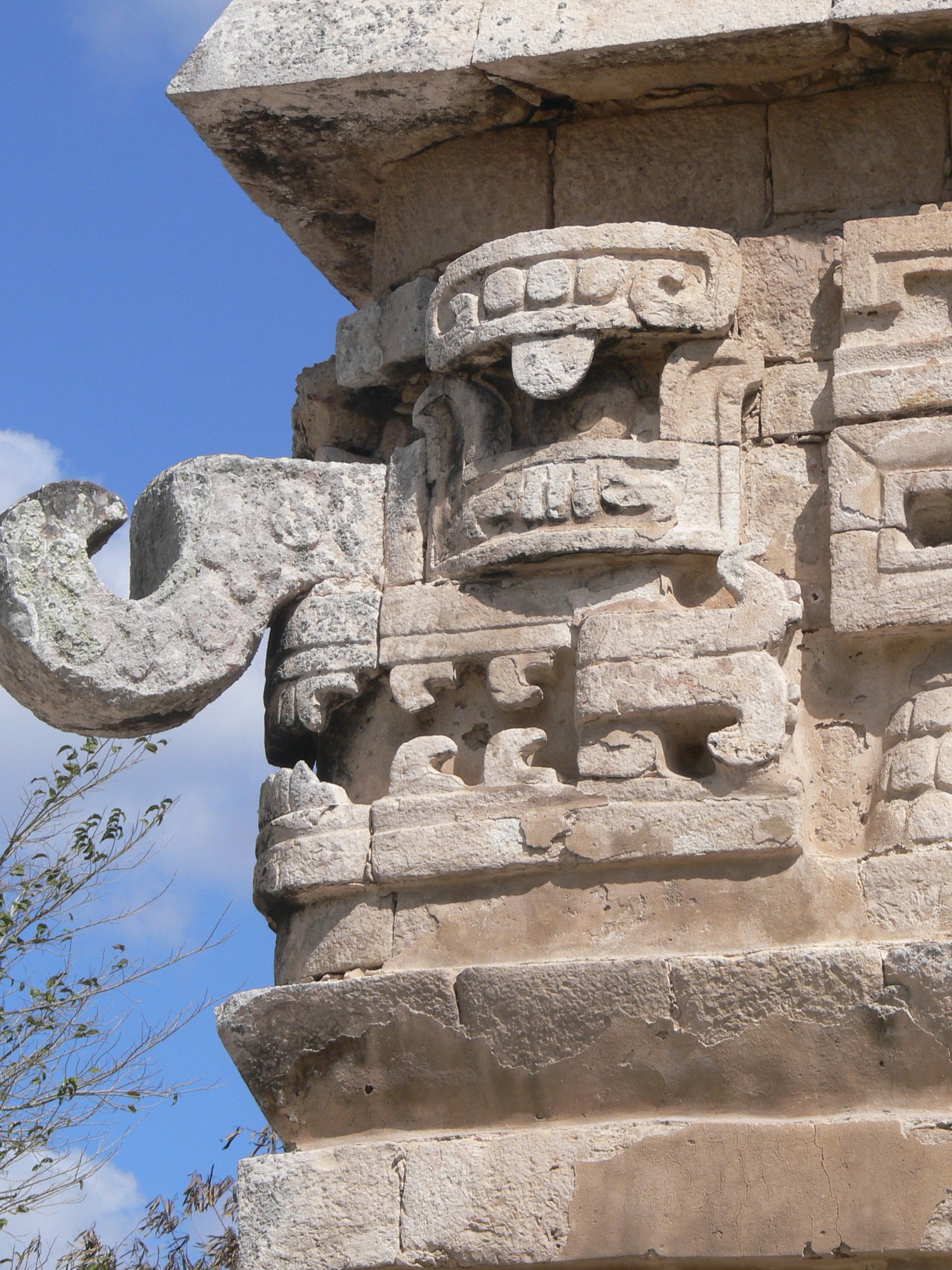
Chaac, Tempelfassade in Chichén Itzá

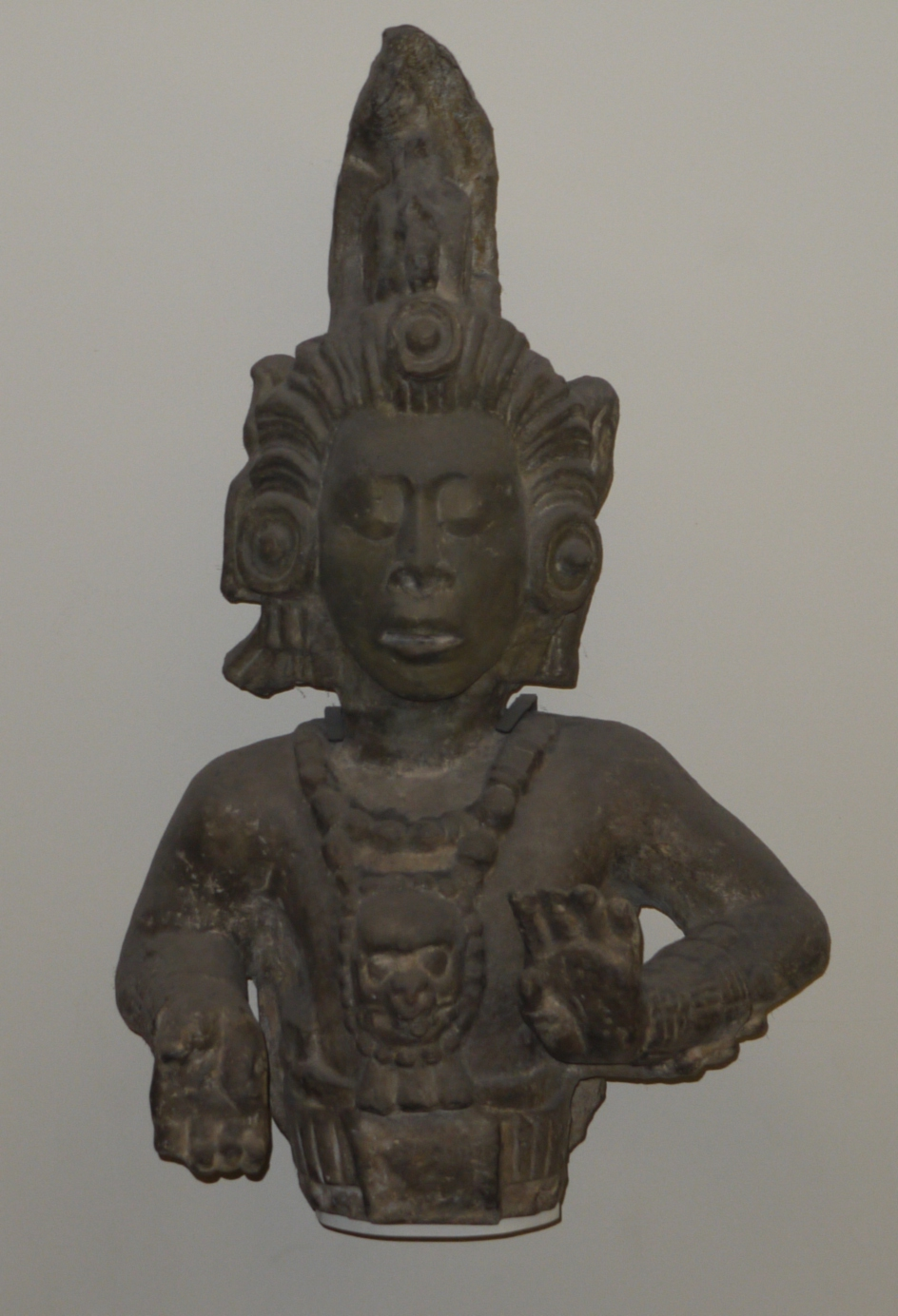
Maisgott, klassische Skulptur

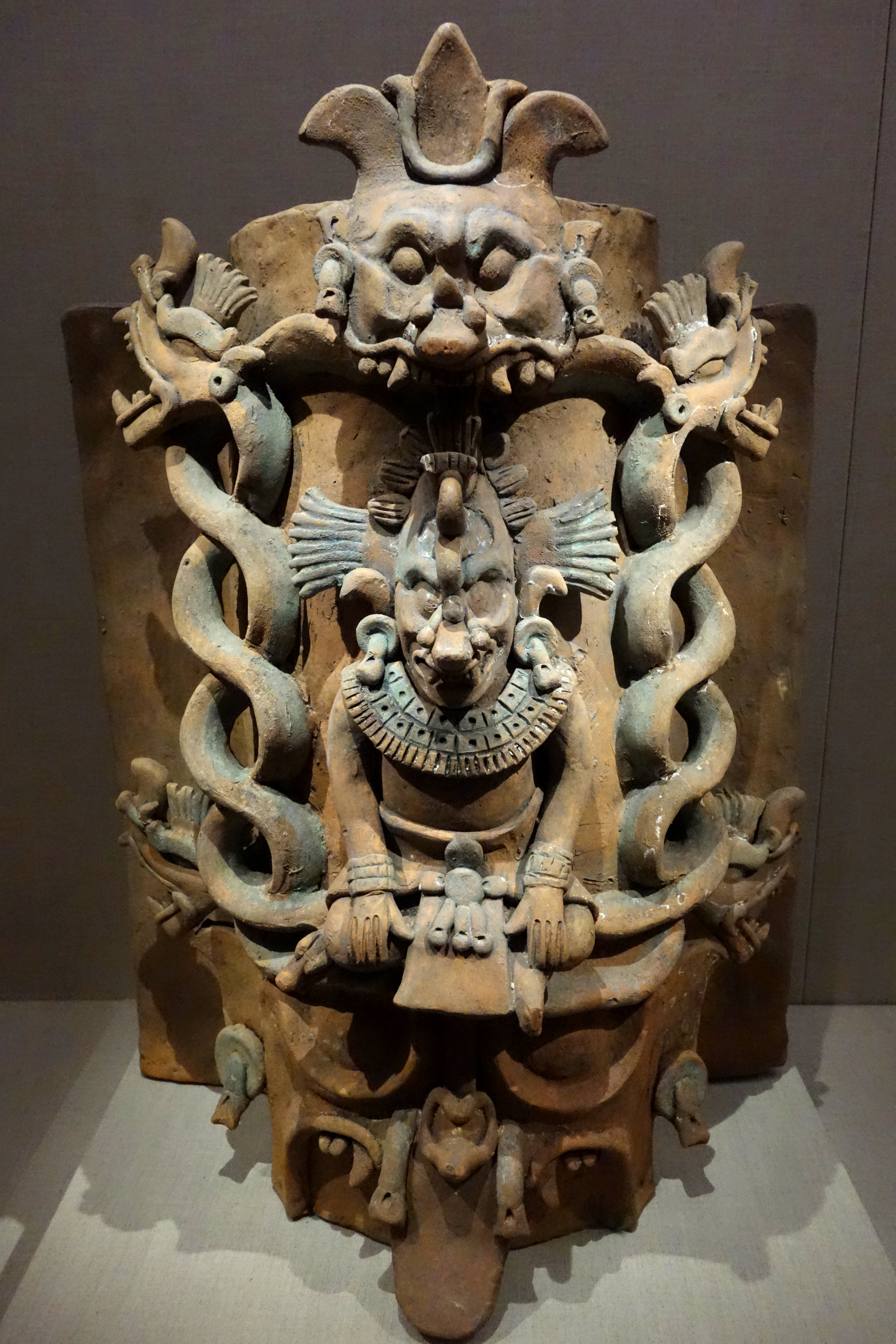
K'awiil, klassische Plastik, Tabasco

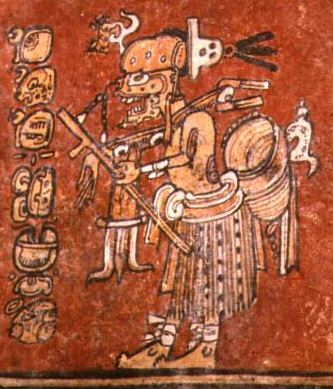
Ah Puch, klassische Keramik

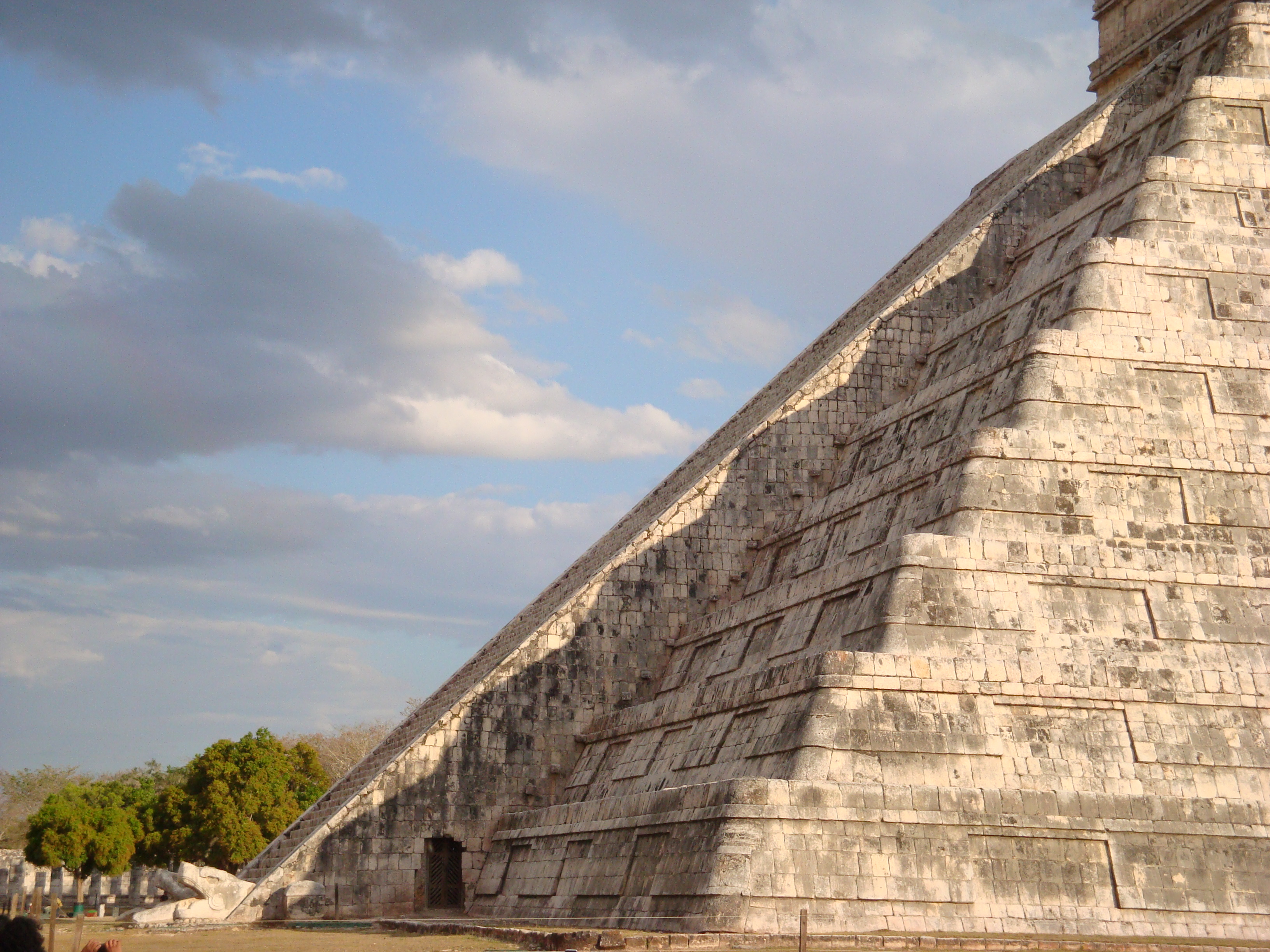
Cuculcan zeigt sich zur Tagundnachtgleiche an seiner Tempelpyramide, Chichén Itzá

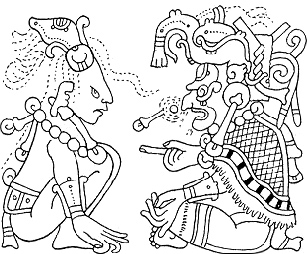
Maisgott und Itzamná, Codex Dresdensis

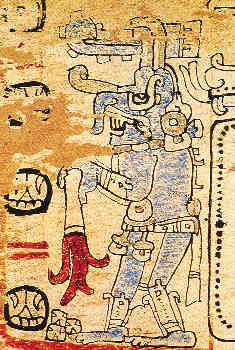
Chaac, Codex Madrid

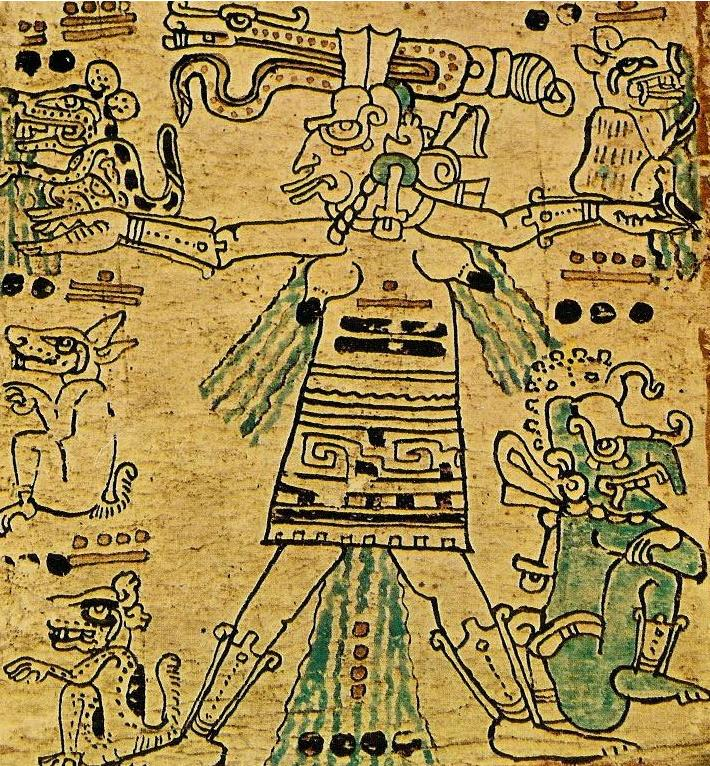
Ixchel, Codex Dresdensis

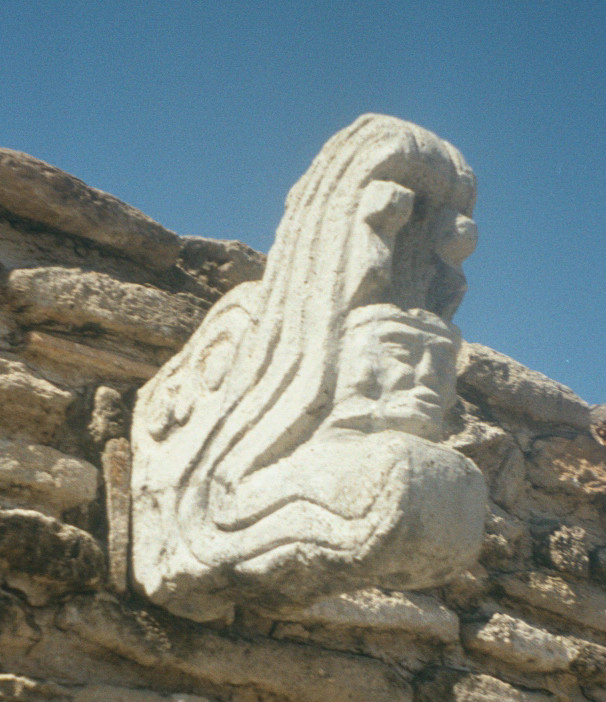
Q'uq'umatz mit Tohil, Mixco Viejo, Ballspielplatz

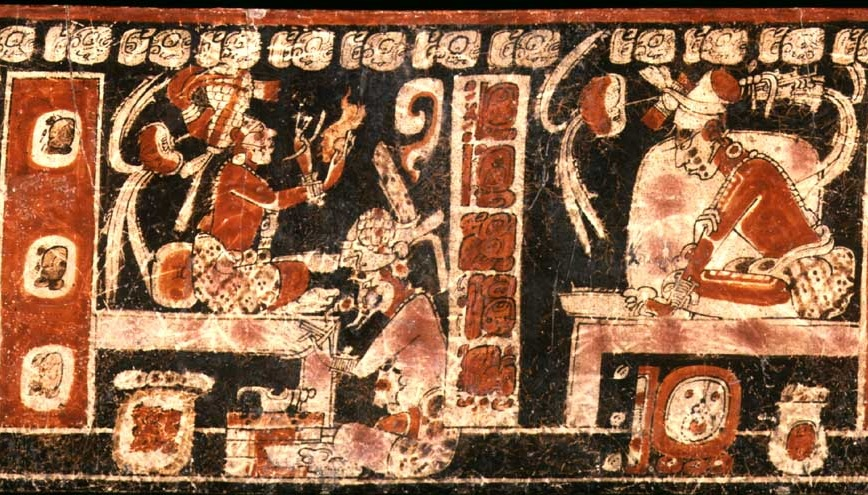
Hunahpú und Ixbalanqué, klassische Keramik

Das Pantheon der Götter der Maya  ist sehr komplex. Was heute bekannt ist, lässt noch immer nur einen ausschnitthaften Blick auf die Götterwelt zu. Jedenfalls waren die Götter auf das engste mit dem Kalender und dem Alltag der Maya verbunden. Vermutlich war jeder Kalendertag, jeder Monat und jede Periode ebenso wie jede der Grundziffern von Null bis 20 mit mindestens einem Gott verbunden. Das Schicksal der Menschen wurde von den Göttern bestimmt, bei vielen Vorhaben wurden sie zu Rate gezogen. Es gab Tempel (häufig Tempelpyramiden), Feste und Wallfahrten zu Ehren der Götter.
Die meisten Gottwesen hatten Menschengestalt und bestimmte Attribute. Oft konnte ein und dieselbe Gottheit sowohl gut als auch böse sowie jung oder alt erscheinen. Es gab zoomorphe Mischwesen und eine Vielzahl übernatürlicher Entitäten in der religiösen Tradition der Maya, die alle untereinander in Beziehung standen und in ständiger Bewegung waren. Einzelne Götter konnten Wesensmerkmale anderer Götter in sich aufnehmen, was die Abgrenzung bzw. Unterscheidung teilweise zusätzlich erschwert.
Den Göttern wurden zahlreiche Opfergaben dargeboten, darunter auch Räucherwerk, Blumendüfte und Blut, Tier- und Menschenopfer, wie auch im Opferkult der Azteken.

## Quellenlage

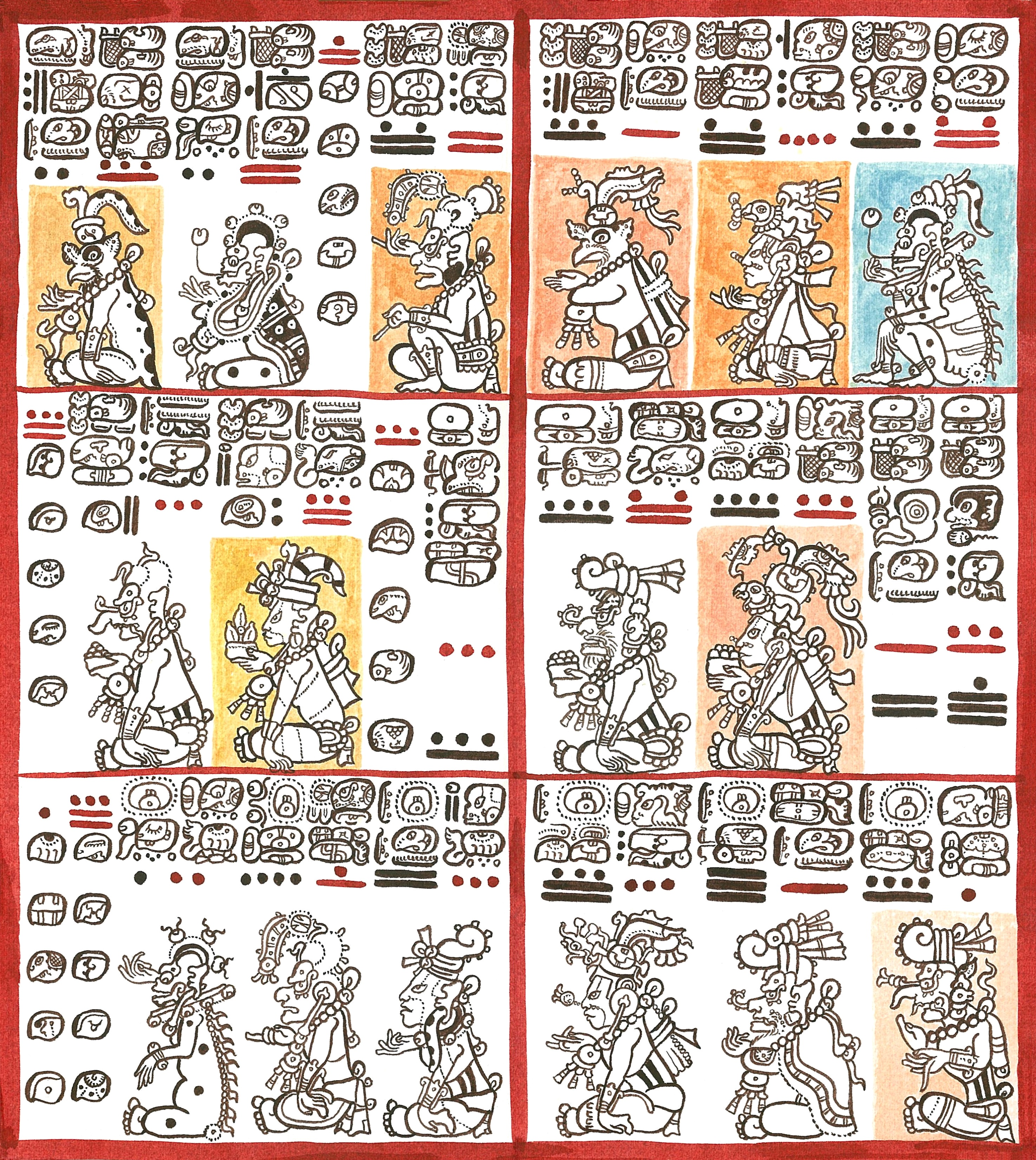
Aufbereitete Seiten aus dem Codex Dresdensis
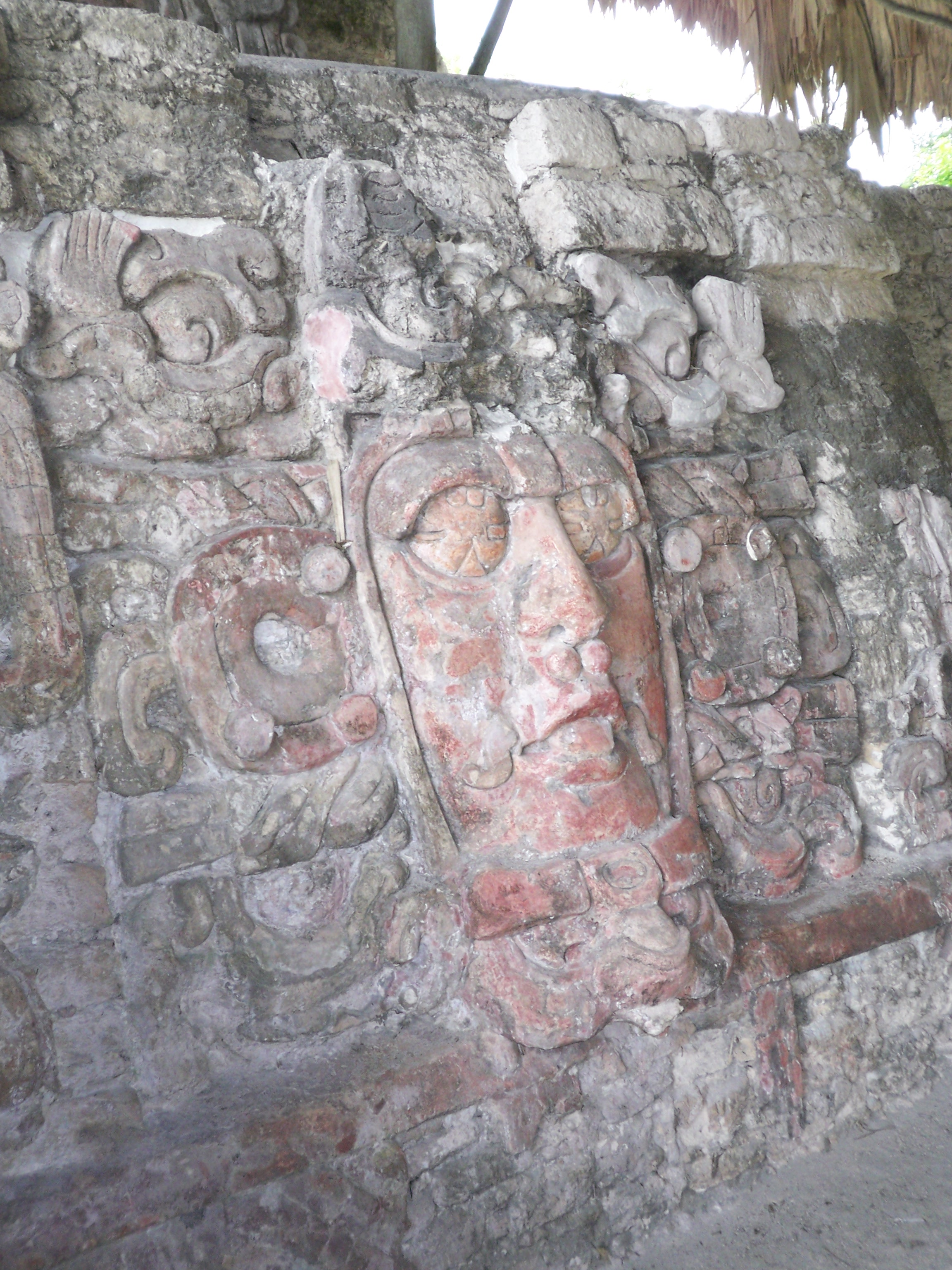
Stuckmaske aus Kohunlich
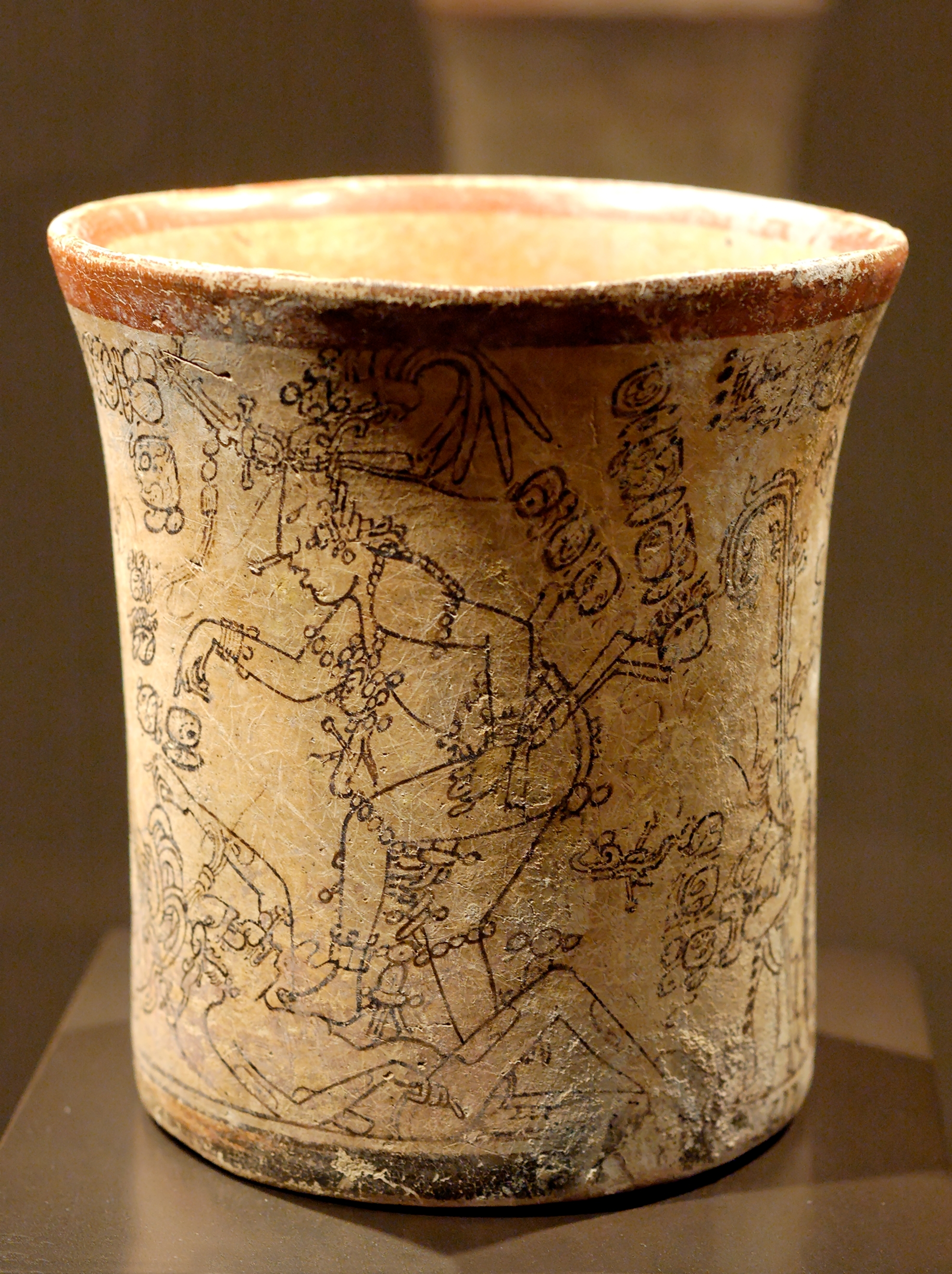
Vase aus Petén
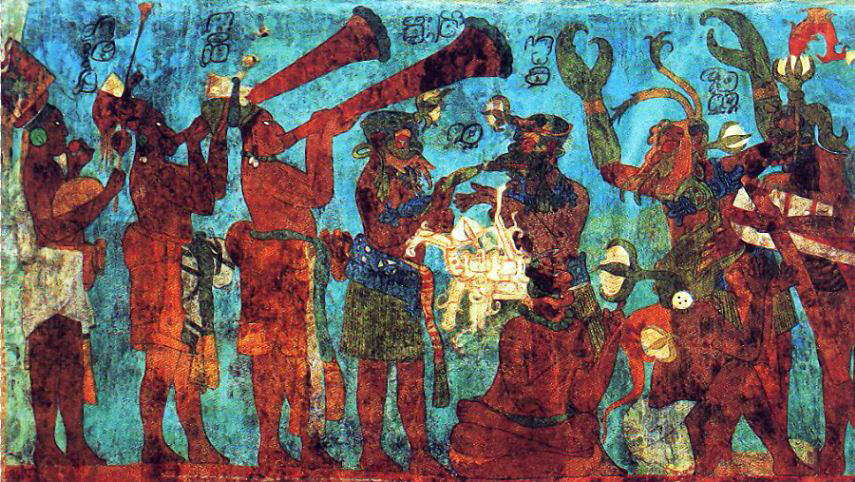
Gruppe von Musikern, darunter zwei mit Holztrompeten hom-tah, und Maskentänzern, die den Maisgott Hun Nal Yeh und andere Götter verkörpern, in einer Prozession. Den Abschluss bildet (links) ein Musiker mit Gefäßflöte. Wandmalerei in Bonampak, um 775 n. Chr.

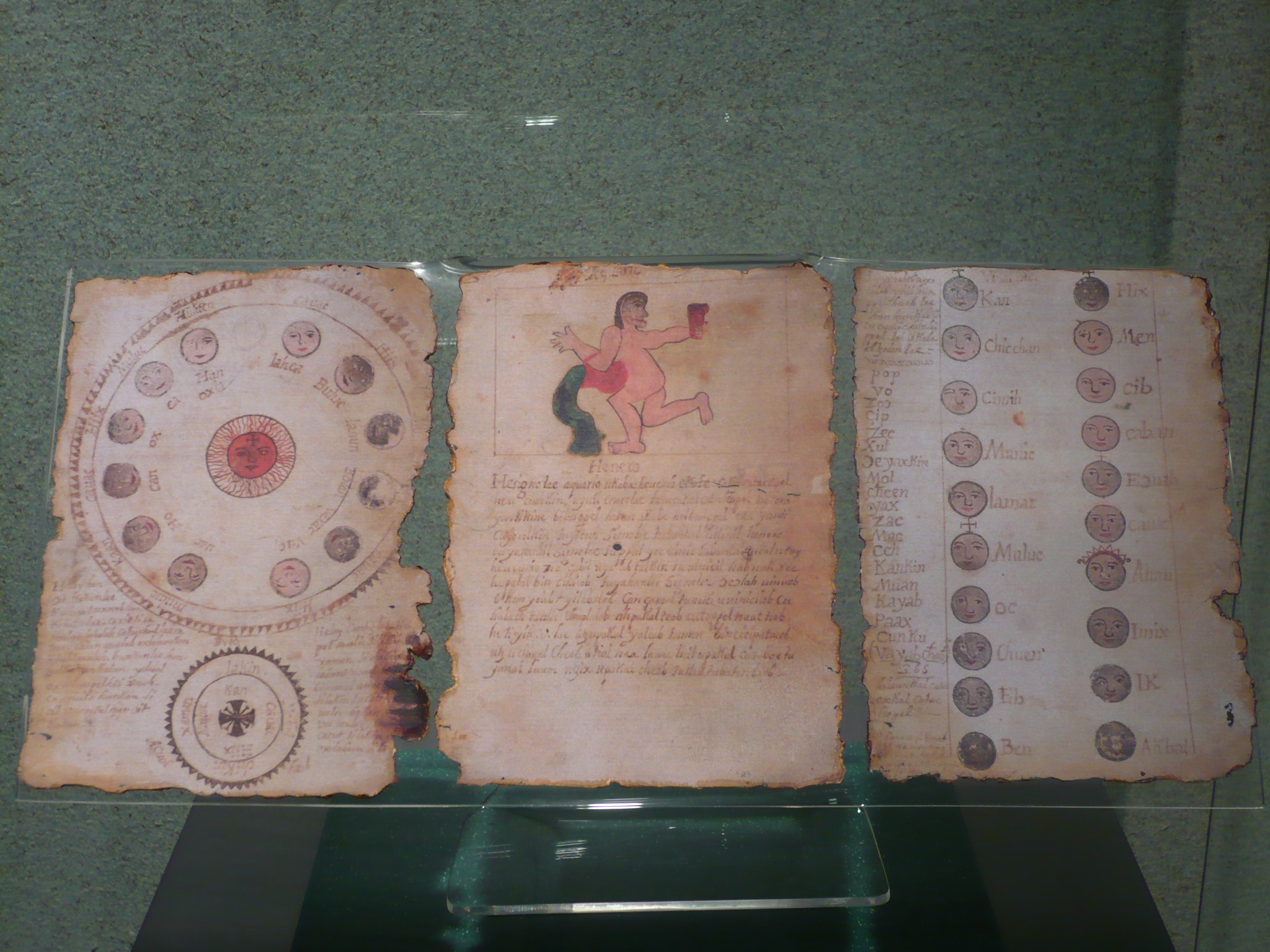
Chilam-Balam-Texte aus Ixil
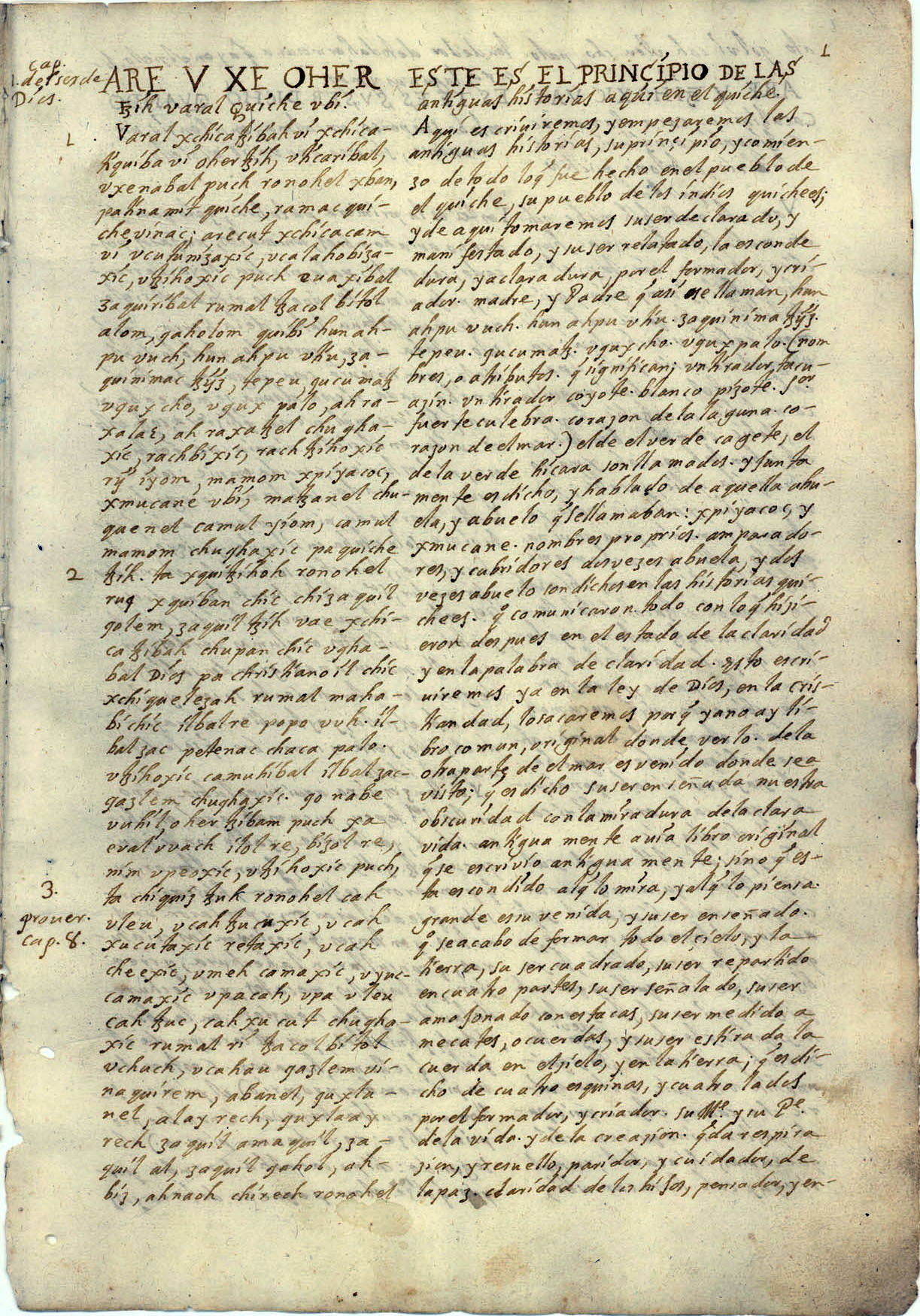
Seite aus dem Popol Vuh